# Gasoducto transahariano

Mapa del gasoducto proyectado (en rojo)

El gasoducto transahariano (también conocido como gasoducto transafricano o NIGAL) es un proyecto de conducto para transportar gas natural de Nigeria a Argelia. Está considerado como una oportunidad para diversificar el suministro de gas a la Unión Europea.

## Historia
La idea de un gasoducto transahariano fue propuesta por primera vez en los años setenta. El 14 de enero de 2002, la Corporación Nacional Nigeriana de Petróleo (NNPC, por sus siglas en inglés) y la empresa nacional argelina de petróleo y gas Sonatrach firmaron un memorándum de entendimiento para la preparación del proyecto. En junio de 2005, NNPC y Sonatrach firmaron un contrato con Penspen Limited para un estudio de viabilidad del proyecto. En septiembre de 2006 concluyó el estudio de viabilidad, según el cual el gasoducto era técnica y económicamente factible y fiable.
En la reunión del 20 de febrero de 2009, NNPC y Sonatrach acordaron proceder con el anteproyecto de memorándum de entendimiento. El acuerdo intergubernamental fue firmado por los ministros de Energía de Nigeria, Níger y Argelia el 3 de julio de 2009 en Abuya.
La crisis de los rehenes en In Amenas en 2013 suscitó una mayor preocupación por la seguridad del proyecto. Nigeria, Níger y Argelia son de los países más inseguros de la región debido a la presencia de varios grupos terroristas en activo.

## Recorrido
El gasoducto empezará en la región de Warri (Nigeria) y seguirá hacia el norte a través de Níger hasta Hassi R'Mel (Argelia). En Hassi R'Mel, el gasoducto se conectará a los gasoductos ya existentes gasoducto transmediterráneo, Magreb-Europa, Medgaz y GALSI, que abastecen a Europa desde los centros de transmisión de El Kala y Beni Saf en la cuenca mediterránea de Argelia. La longitud prevista es de 4128 km 1037 km en Nigeria, 841 km en Níger y 2310 km en Argelia.

## Características técnicas
Según las previsiones iniciales, la capacidad anual iba a ser de hasta 30 000 millones de metros cúbicos de gas natural, con un diámetro de tubería de entre 1220 y 1420 mm. El gasoducto iba a estar operativo para 2015, con una inversión de unos 10 000 millones de dólares para el gasoducto y 3000 millones para los centros de acopio de gas.

En 2019 el proyecto aún se encuentra en la fase de prospección.

## Operador
El gasoducto iba a ser construido y operado por el consorcio entre NNPC y Sonatrach. La compañía también tendría participación de la República de Níger. En un principio, NNPC y Sonatrach tendrían una participación del 90% de las acciones, y Níger tendría el 10% restante.
La empresa rusa Gazprom ha negociado con Nigeria sobre su posible participación en el proyecto. También han mostrado interés la empresa india GAIL, la francesa Total S.A., la italiana Eni SpA y la neerlandesa Royal Dutch Shell.

## Oposición al gasoducto
El proyecto cuenta con la oposición del grupo militante nigeriano Movimiento por la Emancipación del Delta del Níger. Un portavoz ha advertido de que, mientras no se resuelvan las cuestiones relativas a la explotación del delta del Níger y su gente, «cualquier cantidad de dinero que se ponga en el proyecto se irá por el desagüe».